# Петренко, Иван Григорьевич
Петре́нко Ива́н Григо́рьевич (29 января 1904, ст. Сновск, Городнянский уезд, Черниговская губерния, Российская  империя — 3 августа 1950, Москва) — один из руководителей системы ГУЛАГ, руководитель многих железнодорожных строительств, начальник ГУ СДС МВД СССР «Дальстрой» (1948—1950), генерал-майор.

## Биография
Иван Григорьевич Петренко родился в 1904 году на станции Сновск Черниговской губернии в семье железнодорожника. Окончил четырёхклассную железнодорожную школу, а затем — железнодорожное училище.
Трудовую деятельность начал молотобойцем, был слесарем, кочегаром, помощником машиниста и машинистом паровоза. Окончив заочно техникум путей сообщения, работал начальником паровозного депо, отделения тяги.
С 1928 по 1932 год учился в Московском институте инженеров путей сообщения, затем — с 1934 по 1937 год — в Транспортной академии имени Сталина.
Руководил железнодорожным строительством в Москве и Ленинграде.
В 1939 году был направлен заместителем начальника Управления железнодорожного строительства Дальневосточного Главного управления исправительно-трудовых лагерей НКВД (УЖДС ДВ ГУЛАГ).
C января 1940 года — начальник Амурлага, затем — Бурлага, которые занимались сооружением транспортных объектов на четырёх железных дорогах — Забайкальской, Амурской, Дальневосточной и Приморской, а также строительством центральных участков БАМа. Кроме того, заключёнными этих лагерей строились и другие промышленные объекты на Дальнем Востоке, имевшие стратегическое значение.
В мае 1943 года назначен начальником Нижне-Амурского строительного управления и Нижамурлага.
В начале 1946 года одновременно возглавил Строительство № 500, на базе которого летом 1946 года было создано Управление Нижне-Амурского строительства Восточного участка БАМа.
В 1947 году назначен начальником Главного управления лагерей железнодорожного строительства (ГУЛЖДС) МВД СССР.
В 1948 году Петренко снят с должности начальника ГУЛЖДС и направлен в Магадан заместителем начальника ГУ СДС МВД СССР «Дальстрой».
С декабря 1948 года возглавил «Дальстрой».
Умер 3 августа 1950 года в Москве, после тяжёлой болезни.

## Награды

Указ о награждении за строительство новой железной дороги без указания, где она находится и как называется

- Два ордена Ленина (26.11.1942, 19.05.1948),
- Орден Трудового Красного Знамени,
- орден Отечественной войны 1-й степени,
- Орден Красной Звезды,
- Шесть медалей
- Нагрудный знак «Почётному строителю г. Комсомольска-на-Амуре».

## Отзывы
Бывший заключённый Александр Александрович Григоров вспоминал:

Светлой личностью не в кавычках, а действительно, был начальник Нижнеамурского лагеря генерал-лейтенант Иван Григорьевич Петренко. Те, кто с ним встречались, уверен — сохранили о нём только одни хорошие воспоминания, это был человек, действительно с большой буквы. А заместитель его — полковник Ефимов — это была такая, простите за выражение, сволочь, что редко можно было такого и найти.

## Семья
- Сыновья — Леонид Иванович Петренко (1927—2016), Петренко Валентин Иванович (1937—2013)

## Источники

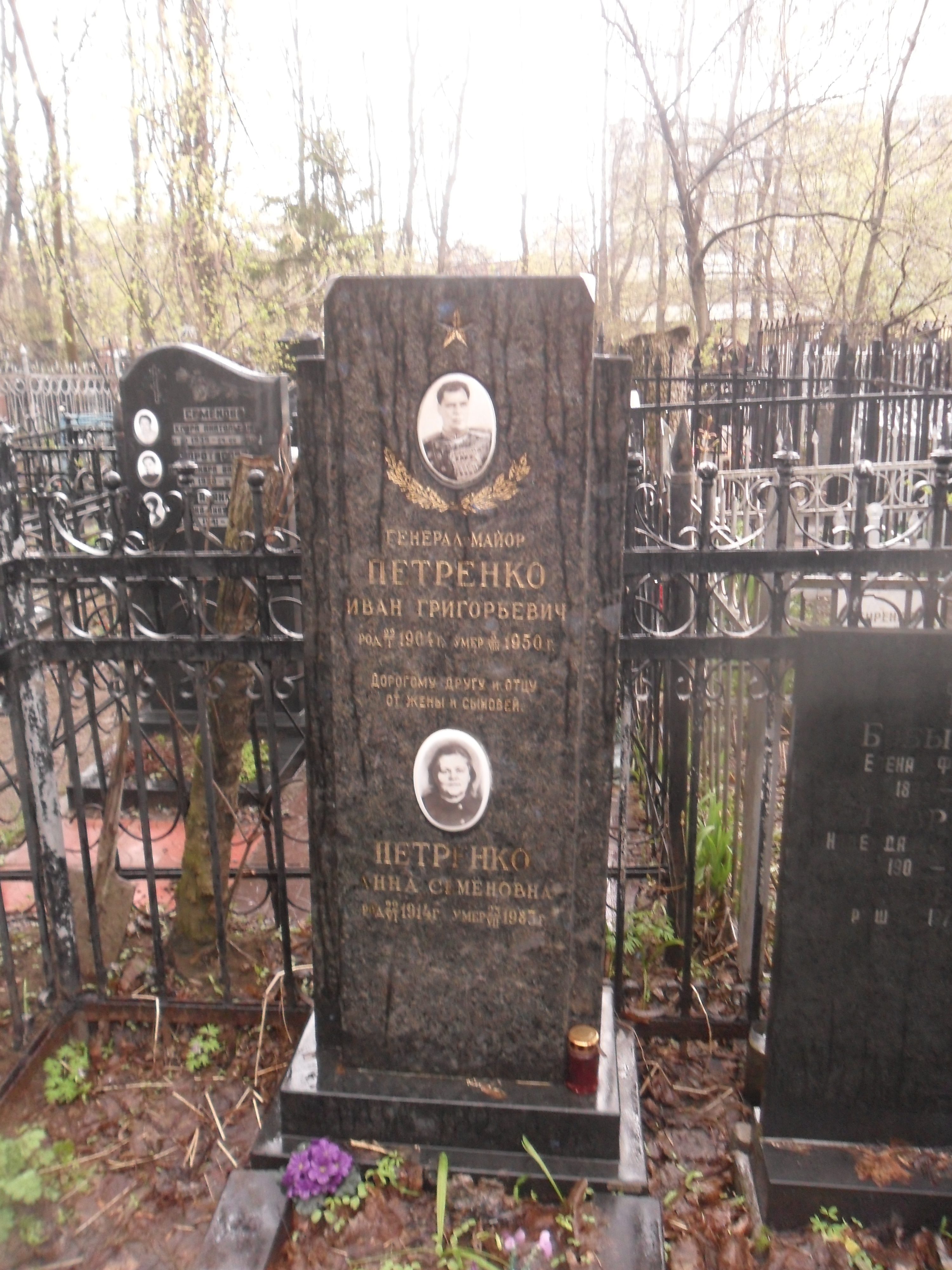
Могила Петренко на Ваганьковском кладбище.